# Gudanji
Gudanji är ett australiskt språk som talades av 3 personer år 1981. Gudanji talas i Norra territoriet. Gudanji tillhör de västliga Barklyspråken.